# Vaxmyra
Vaxmyra är en by i Ärentuna socken, Uppsala kommun.
Äldsta skriftlig belägg härrör från 1423 ('Vaxamyrom'), och bestod under 1500-talet av 5 markland jord, till en början fem hela mantal, senare fyra och ett halvt. Byn innehade även utjordar i Nyby, Åkerby och Skällsta.
I byn finns två runstenar, U 1024 och U 1025. Byn har även ett större gravfält (RAÄ 52, RAÄ 51, RAÄ 48, RAÄ 46 och RAÄ 39, Ärentuna). Byn har även två områden med stensträngar och skärvstenshögar. I samband med undersökningar inför omdragningen av E4:an genom Uppland undersöktes två boplatsområden på Vaxmyras ägor, ett brukat från yngre bronsålder till romersk järnålder och ett brukat under förromersk och romersk järnålder. Totalt 14 hus påträffades.